# ازدواج کودکان (فیلم)
«ازدواج کودکان» (هندی: बाल विवाह) فیلمی در ژانر مستند است.